# Јонатан Зуков
Јонатан Зуков (Женева, 4. јануар 1999) елитни је швајцарски скакач у воду. Његова специјалност су појединачни и синхронизовани скокови са даске са висина од једног и три метра.

## Каријера
Зуков је спортску каријеру започео током 2013. године учешћем на европском првенству за јуниоре где је у конкуренцији дечака старости 14 и 15 година освојио златну медаљу у појединачним скоковима са даске са једног метра висине. Годину дана касније у истој дисциплини на светском првенству осваја шестто место.
Године 2017. по први поут је наступио на сениорском првенству Европе, али и на светском првенству чији доћаин је те године била Будимпешта. Најбољи резултат у Будимпешти остварио је у мешовитим синхронизованим скоковима са даске, где је у пару са Мишел Хајмберг заузео укупно осмо место.
Такмичио се и на СП 2019. у корејском Квангџуу, али није успео да прође кроз квалификације у скоковима са даске 1 метар (14. место) и 3 метра (31. место).